# Ines Diers
Ines Diers (Rochlitz, 2 de novembro de 1963) é uma nadadora alemã, ganhadora de cinco medalhas em Jogos Olímpicos.
Ganhou a medalha de ouro nos 400 metros livres e no revezamento 4x100 metros livres nas Olimpíadas de Moscou em 1980.